# 埃尔瑟奈姆
埃尔瑟奈姆（法語：Elsenheim，法語發音：[ɛlzənaim] ⓘ）是法国下莱茵省的一个市镇，属于塞莱斯塔-埃尔什泰因区。

## 地理
埃尔瑟奈姆（48°9'41"N, 7°29'55"E）面积9.61 平方千米，位于法国大東部大區下莱茵省，该省份为法国大陆部分最东部的省份，是阿尔萨斯的一部分，今与上莱茵省组成了阿尔萨斯欧洲集体，其南至上莱茵省，西南接孚日省和默尔特-摩泽尔省，西接摩泽尔省，北与德国接壤，东侧沿莱茵河与德国相望。
与埃尔瑟奈姆接壤的市镇（或旧市镇、城区）包括：马科尔赛姆、奥讷奈姆、格吕瑟奈姆、伊勒伊瑟恩。
埃尔瑟奈姆的时区为UTC+01:00、UTC+02:00（夏令时）。

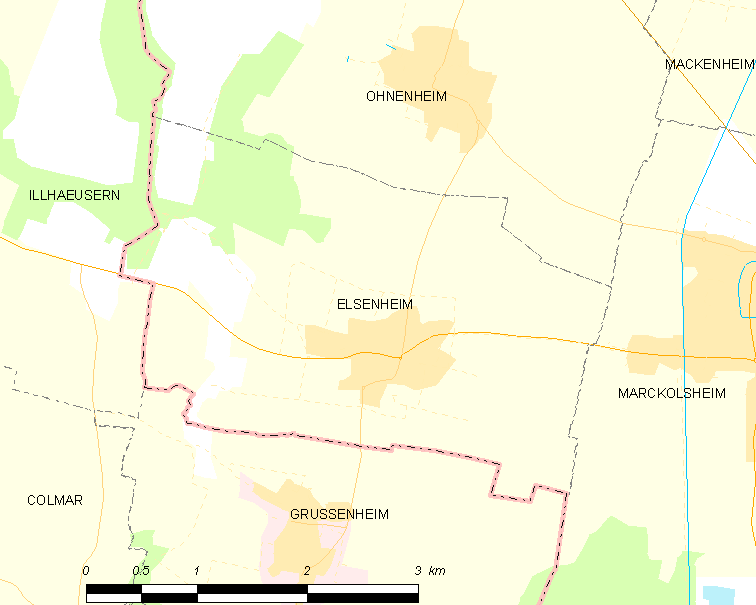
埃尔瑟奈姆的OSM定位图

## 行政
埃尔瑟奈姆的邮政编码为67390，INSEE市镇编码为67121。

## 政治
埃尔瑟奈姆所属的省级选区为塞莱斯塔县。

## 人口

1962-2008年间埃尔瑟奈姆人口变化图示

埃尔瑟奈姆于2022年1月1日时的人口数量为803人。